# Bomen voor Koeien

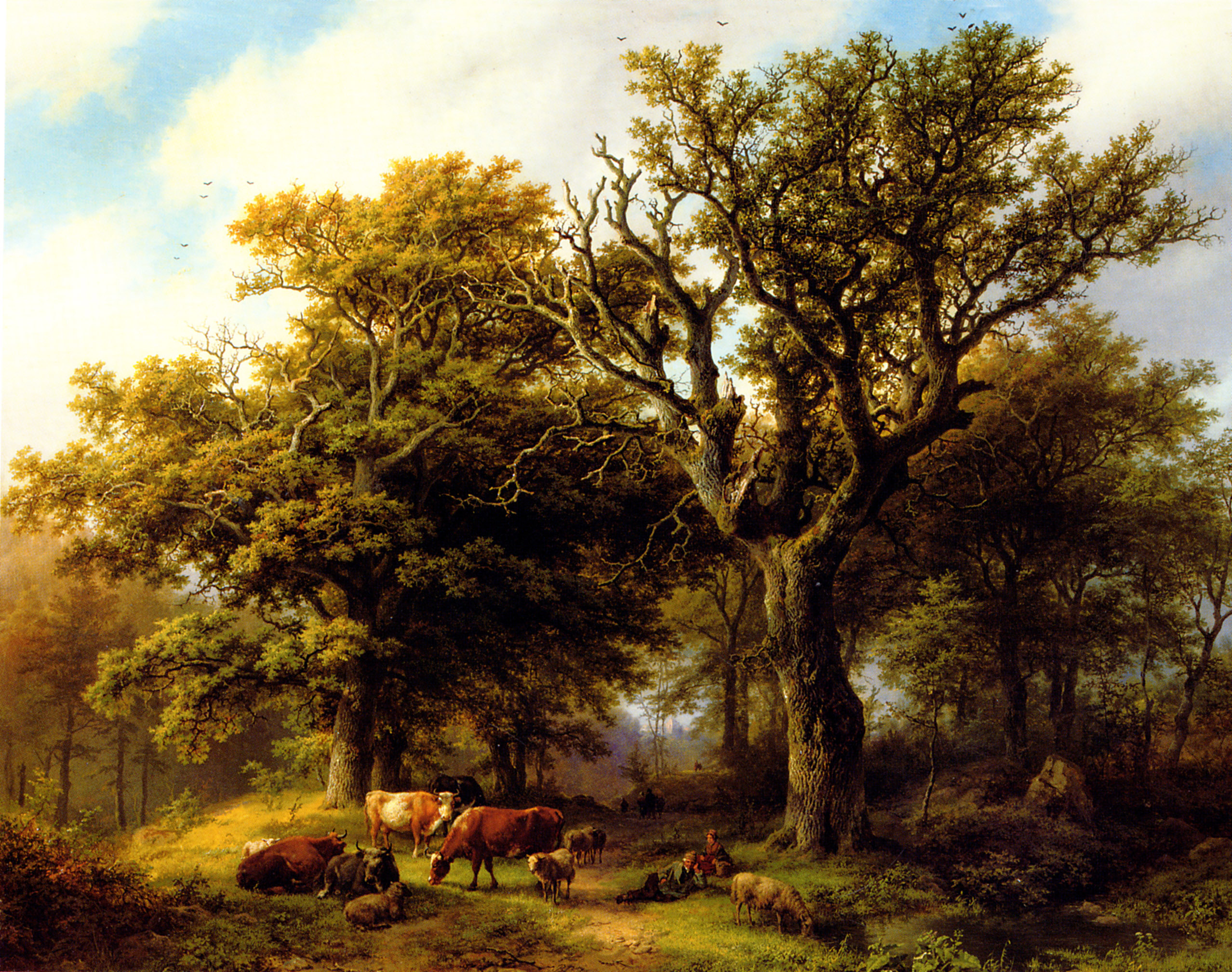
Barend Cornelis Koekkoek (1803-1862)

Bomen voor Koeien was de titel van een Nederlandse actie die tot doel had bomen te planten in weilanden. De actie was onderdeel van het streven naar een natuurlijk en diervriendelijk platteland, waar vee een schuilplaats heeft als de zon fel schijnt, als het hevig regent of als het stormt.
De actie startte in 2000, werd in 2008 afgesloten, maar van 2018 tot 2023 volgde nog een nieuwe actieperiode.

## Bomen in weilanden nodig
Als gevolg van schaalvergroting en rationalisering van de landbouw zijn op veel plaatsen in en rondom weilanden heggen, bosjes en bomen verdwenen. Wat overbleef waren grote kale grasvlakten, begrensd door sloten of prikkeldraad. Koeien (maar ook ander vee zoals schapen) missen daardoor bij zonnig weer een schaduwplek en bij hevige regen een schuilplaats.

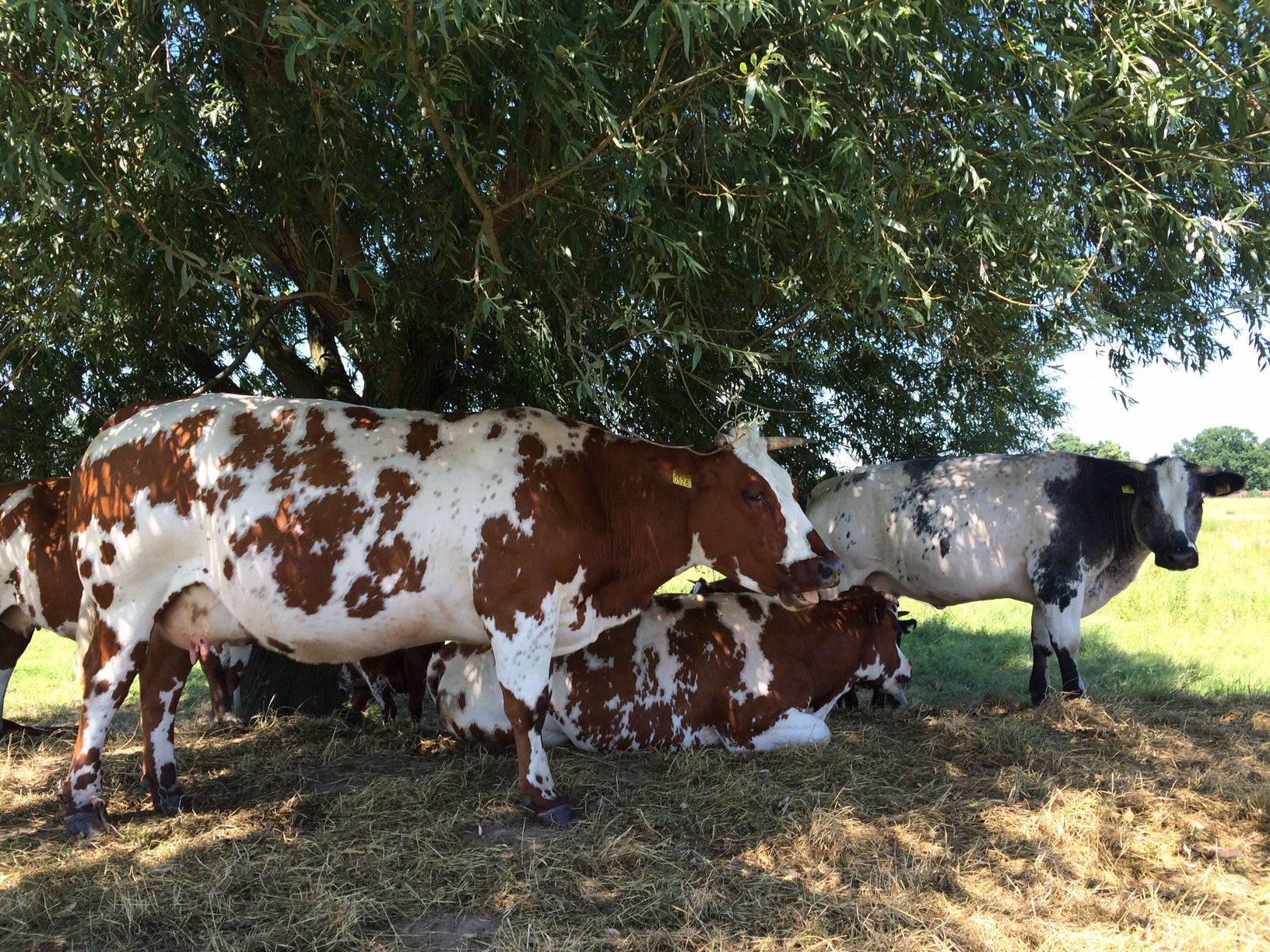
`Koele koeien'

Koeien kunnen erg slecht tegen brandende zon. Onderzoeken tonen zelfs aan dat koeien die rond het middaguur in de schaduw kunnen rusten één tot twee liter meer melk geven.
Op de certificaten die 'Bomen voor Koeien' uitgaf werd het doel als volgt verwoord:
Vroeger stonden in ieder weiland heggen, bosjes en grote bomen. Rond het middaguur kon je de koeien vredig in de schaduw hun 'siësta' zien houden. Tegenwoordig zie je bijna alleen nog kale, door prikkeldraad begrensde, onherbergzame grasvlaktes. Veel dieren hebben hieronder te lijden. Tal van prachtige bomen en struiken, die van oudsher in Nederland voorkwamen, zijn bijna uitgestorven. Bijvoorbeeld de wilde appel, de mispel, de wilde peer en de kleinbladige linde.
Dit alles is een gevolg van oprukkende woningbouw en infrastructuur en van schaalvergroting in de landbouw. Veel heeft moeten wijken voor rechte lijnen en zware machines. Toch is dat niet nodig. Wij pleiten voor een kleurrijk en diervriendelijk landschap, met luwteplaatsen, schaduwbomen, heggen, poelen en ecologisch beheerde slootranden.
Het doel van de campagne was om in enkele jaren tijd zo veel mogelijk bomen te planten langs weilanden waar koeien grazen. Ambitieuze teksten spraken zelfs van anderhalf miljoen bomen, evenveel als er koeien in Nederland rondlopen. Uiteindelijk werden het tussen 2000 en 2008 in totaal 86.500 bomen. De variatie in geplante boomsoorten was groot: 46 soorten, waaronder appel, meidoorn, lijsterbes, eik, berk en wilg.
Voor het planten van bomen golden vijf regels:
- bomen en struiken van inheemse herkomst;
- passend in het landschap;
- deels aanplant van jong 'bosplantsoen', deels oudere boompjes;
- per locatie een goede balans tussen het aantal boompjes en het aantal koeien;
- aanplant in of langs weilanden, zodanig dat de boompjes goede schaduwplekken voor het grazende vee opleveren.[4]

## Geschiedenis
Op 28 mei 2000 startte de campagne 'Bomen voor Koeien'. Het initiatief werd genomen door de stichting wAarde, Vroege Vogels van de VARA en Landschapsbeheer Nederland. Carla van Lingen behoorde tot de initiatiefnemers, evenals de schrijver Koos van Zomeren en Ivo de Wijs. Het publiek werd uitgenodigd voor fl. 15,- een certificaat te kopen waarmee, met subsidie van het Ministerie van LNV, boompjes konden worden geplant.
Door de MKZ-epidemie kon er in een deel van het seizoen 2001 / 2002 niet geplant worden. Toch was het seizoen 2001 / 2002 topjaar voor de campagne. Door de invoering van de euro werd de prijs per certificaat € 7,-. In dit seizoen vond een fotowedstrijd plaats onder de titel 'Koeien Kijken!'. De jury stond onder voorzitterschap van Martin Kers. De foto's verschenen in een ansichtkaartenboekje.
In het seizoen 2002 / 2003 werd een gedichtenwedstrijd gehouden: 'Dichter bij de koe'. Ook werd een dvd gemaakt: 'De wereld door de ogen van een koe'. Deze dvd werd gemaakt door een koe, die een camera op haar hoofd gebonden kreeg.
De langdurige hittegolf in de zomer van 2003 was een kwelling voor koeien in kale weilanden. Er kwamen dan ook veel reacties op een oproep in de landelijke pers. Omdat het ministerie van LNV de subsidie beëindigde steeg de prijs per certificaat naar € 10,-.
In de zomer van 2004 werden minder certificaten verkocht. Er ontstond een wachtlijst: boeren wilden bomen planten, maar die waren niet beschikbaar.
Toen in maart 2005 het 50.000e certificaat werd gekocht, ontving 'Bomen voor Koeien' de felicitaties van Nobelprijswinnares Wangari Maathai, van de Green Belt Movement, een beweging voor het planten van bomen in Afrika.
In de daaropvolgende seizoenen worden nog duizenden bomen geplant.
De campagne werd in 2008 beëindigd en voortgezet onder de naam 'Plant je voort'. Deze actie richt zich, behalve op bomen in en bij weilanden, ook op andere plaatsen: speelplekken voor kinderen of beschutting voor wild.
Van 2018 tot 2023 had 'Bomen voor Koeien' nog een tweede actieperiode.

## Resultaten
Per seizoen werden de volgende aantallen bomen geplant:
| 2000 / 2001 | 4.200  |
| 2001 / 2002 | 15.309 |
| 2002 / 2003 | 8.891  |
| 2003 / 2004 | 13.343 |
| 2004 / 2005 | 5.769  |
| 2005 / 2006 | 8.651  |
| 2006 / 2007 | 8.183  |
| 2007 / 2008 | 12.300 |

De bomen waren als volgt over de provincies verspreid:
| Friesland     | 25.167 |
| Groningen     | 5.564  |
| Drenthe       | 13.811 |
| Overijssel    | 7.725  |
| Gelderland    | 7.330  |
| Utrecht       | 2.487  |
| Flevoland     | 875    |
| Noord-Holland | 9.905  |
| Zuid-Holland  | 1.210  |
| Brabant       | 1.350  |
| Zeeland       | 3.744  |
| Limburg       | 4.606  |